# Complot de Southampton

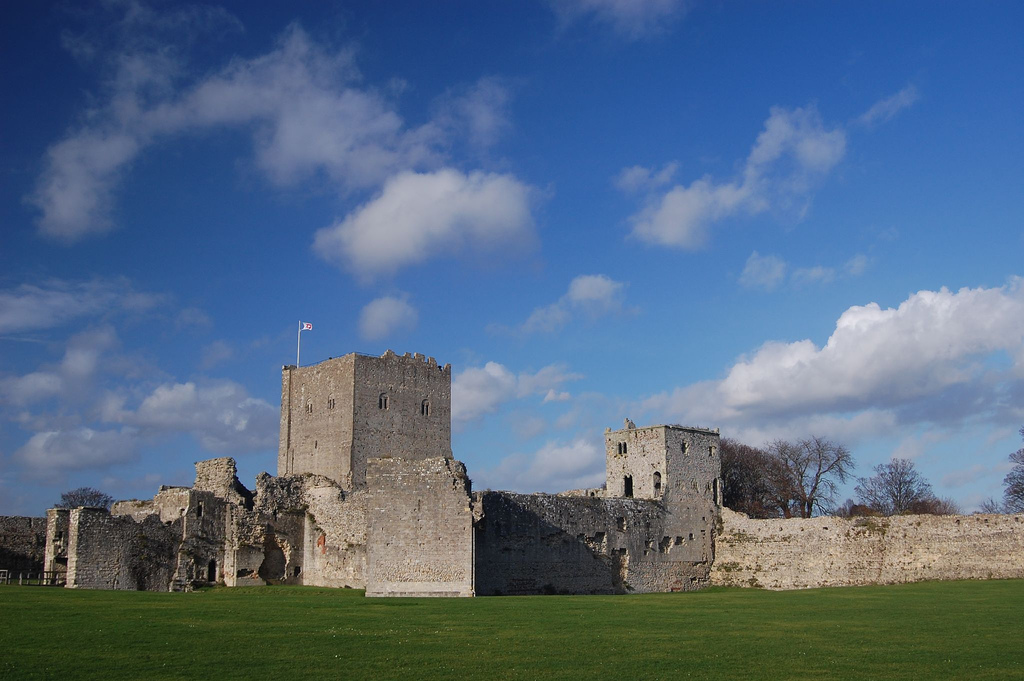
Castillo de Portchester, en donde el Complot de Southampton le fue revelado al rey Enrique V.

El Complot de Southampton fue una conspiración de 1415 destinada a asesinar al rey Enrique V de Inglaterra y a sus hermanos para reemplazarlo por Edmundo Mortimer, V conde de la Marca. La conspiración fue tramada por Ricardo de Conisburgh, conde de Cambridge, Enrique Scrope y Sir Thomas Grey.

## Antecedentes
El principal conspirador fue Ricardo de Conisburgh, conde de Cambridge y primo del rey, que en aquel momento no poseía tierras ni riquezas que acompañaran sus títulos. Fue ayudado por Enrique Scrope de Masham, un noble que había entablado estrechos lazos con Enrique V y que seguía bajo el servicio de la corona en misiones diplomáticas; y Thomas Grey de Heaton, un ambicioso caballero cuyo hijo había contraído matrimonio con la hija de Ricardo. Por último, también se menciona a Edmundo Mortimer, el beneficiario de esta conspiración, como un cuarto cabecilla.
El objetivo de la conspiración era asesinar a Enrique V junto a todos sus hermanos y reemplazarlo por el cuñado de Ricardo de Conisburgh, Edmundo Mortimer, cuyo derecho al trono era superior al de Enrique V. Al respecto, Edmundo Mortimer era el bisnieto de Lionel de Amberes, segundo hijo sobreviviente del rey Eduardo III. Aún más, el padre de Edmundo, Roger Mortimer, había sido ampliamente considerado heredero presuntivo del rey Ricardo II, e incluso el mismo Edmundo había sido declarado heredero presuntivo durante su infancia. Por otro lado, el derecho al trono de Enrique V provenía directamente de su padre Enrique IV, que había usurpado el trono al deponer y encarcelar a Ricardo II, y cuyo progenitor era Juan de Gante, tercer hijo superviviente del rey Eduardo III de Inglaterra.

## Develación
Los conspiradores se reunieron en varias ocasiones durante los meses de junio y julio para tramar el golpe, pero ningún intento de asesinato fue llevado a cabo.
Enrique V se encontraba en Southampton preparándose para viajar hacia Azincourt cuando, con fecha 31 de julio de 1415, Edmundo Mortimer le reveló al rey la existencia de la conspiración en su contra al percatarse de que no tenía posibilidades de éxito, señalando que se había enterado del complot recientemente sin haber tenido participación alguna. Esto le permitió ser considerado inocente y Ricardo de Conisburgh, Enrique Scrope y Thomas Grey fueron rápidamente apresados. 
El juicio se llevó a cabo en Southampton. Grey fue ejecutado el 2 de agosto, mientras que Ricardo y Scrope fueron ejecutados el 5 de agosto. Satisfecho, Enrique emprendió viaje hacia Francia el 11 de agosto.

## Dramatización
El Complot de Southampton es retratado en el drama histórico de Shakespeare, Enrique V, en donde se representa como una conspiración fraguada por Francia para detener los planes de invasión del rey.